# Sharon Tate
Sharon Marie Tate, född 24 januari 1943 i Dallas, Texas, död 9 augusti 1969 i Beverly Hills, Los Angeles, Kalifornien, var en amerikansk skådespelare och fotomodell. Tate medverkade i filmer som Det djävulska ögat (1966), Vampyrernas natt (1967), Dockornas dal (1967), Ett järn i elden (1969) och The Thirteen Chairs (1969).

## Biografi

### Tidiga år
Sharon Tate föddes 1943 i Dallas, Texas. Hon var den äldsta av tre döttrar till överste Paul James Tate (1922–2005) och hans hustru Doris (1924–1992). Vid sex månaders ålder deltog Tate i och vann sin första skönhetstävling, "Miss Tiny Tot of Dallas Pageant". Efter high school började hon delta i skönhetstävlingar igen och vann titeln "Miss Richland" i Washington 1959. Familjen flyttade senare till Italien och Verona, då fadern stationerades där.
Tate sökte sig 1962 till filminspelningen av Hemingway's Adventures of a Young Man, som spelades in i Verona med Paul Newman, Susan Strasberg och Richard Beymer, och fick tillsammans med några vänner statistroller. Beymer uppmärksammade Tate vid inspelningen och uppmuntrade henne att söka sig in vid filmen. 

### Karriär
Under 1964 sökte Tate roller i filmer som Cincinnati Kid och som Liesl i Sound of Music, men fick ingen av dem. Hon fortsatte istället att öka på sin erfarenhet med små roller i olika TV-serier som Mister Ed och The Beverly Hillbillies. Hon fick även ett par mindre roller av producenten Martin Ransohoff i filmerna The Americanization of Emily och Het strand.
År 1965 fick Sharon Tate sin första större roll, i skräckfilmen Det djävulska ögat (1966), som häxan Odile de Caray. Tate spelar där mot bland andra Deborah Kerr, David Niven och Donald Pleasence.
I mars 1967 publicerades en artikel om Tate i Playboy med texten, "This is the year that Sharon Tate happens ...", artikeln inkluderar sex nakenfotografier. Vid det här laget hade Tate spelat huvudroller i två filmer som snart skulle få premiär och hade just kontrakterats för en stor roll i filmversionen av Dockornas dal. 
Den 20 januari 1968 gifte sig Tate med regissören Roman Polański, som hade regisserat och varit hennes motspelare i Vampyrernas natt (1967). 
Sommaren 1968 började Tate spela in filmen Ett järn i elden (1968), en spionkomedi med Dean Martin som motspelare i rollen som Matt Helm. Sharon Tate sågs vid tiden som en lovande nykomling och nominerades till en Golden Globe Award som "New Star of the Year – Actress" för sin roll i Dockornas dal.

### Död
Den 9 augusti 1969 mördades Sharon Tate i villan hon delade med sin make i Benedict Canyon i Beverly Hills, tillsammans med Abigail Folger (25), Jay Sebring (35), Wojciech Frykowski (32) och Steven Parent (18). Morden förövades av fyra medlemmar av den så kallade Mansonfamiljen som leddes av Charles Manson. Tate var vid tillfället gravid i åttonde månaden, med endast två veckor kvar till beräknad förlossning. Barnet, som var en pojke, fick postumt namnet Paul Richard Polański.
Begravningen för alla offren hölls onsdagen den 13 augusti 1969. Sharon Tate är begravd på Holy Cross Cemetery i Culver City i Kalifornien. I sin famn höll hon sin ofödde son. (Obducenten hade utfört ett kejsarsnitt på Tate.)

## Sharon Tate i populärkultur
I filmen Once Upon a Time in Hollywood från 2019 gestaltas Sharon Tate av den australiska skådespelaren Margot Robbie.

## Filmografi
| År        | Film                                  | Roll                         | Noteringar                                                         |
| --------- | ------------------------------------- | ---------------------------- | ------------------------------------------------------------------ |
| 1961      | Barabbas                              | Patrician in Arena           |                                                                    |
| 1962      | Hemingway's Adventures of a Young Man | obestämd roll                |                                                                    |
| 1963-1965 | The Beverly Hillbillies               | Janet Trego                  | 15 avsnitt                                                         |
| 1963      | Mister Ed                             | Telefonoperatör Sailors tjej | Avsnittet "Love Thy New Neighbor" Avsnittet "Ed Discovers America" |
| 1964      | Krig och feg                          | Snygg tjej                   |                                                                    |
| 1965      | Mannen från U.N.C.L.E.                | Terapeut                     | Avsnittet "The Girls of Nazarone Affair"                           |
| 1966      | Det djävulska ögat                    | Odile de Caray               |                                                                    |
| 1967      | Vampyrernas natt                      | Sarah Shagal                 |                                                                    |
| 1967      | Vad gör du i min säng...              | Malibu                       |                                                                    |
| 1967      | Dockornas dal                         | Jennifer North               |                                                                    |
| 1968      | Rosemarys baby                        | Tjej på festen               |                                                                    |
| 1968      | Ett järn i elden                      | Freya Carlson                |                                                                    |
| 1969      | Tolv plus en (även känd som 12+1)     | Pat                          | postum                                                             |

## Bildgalleri

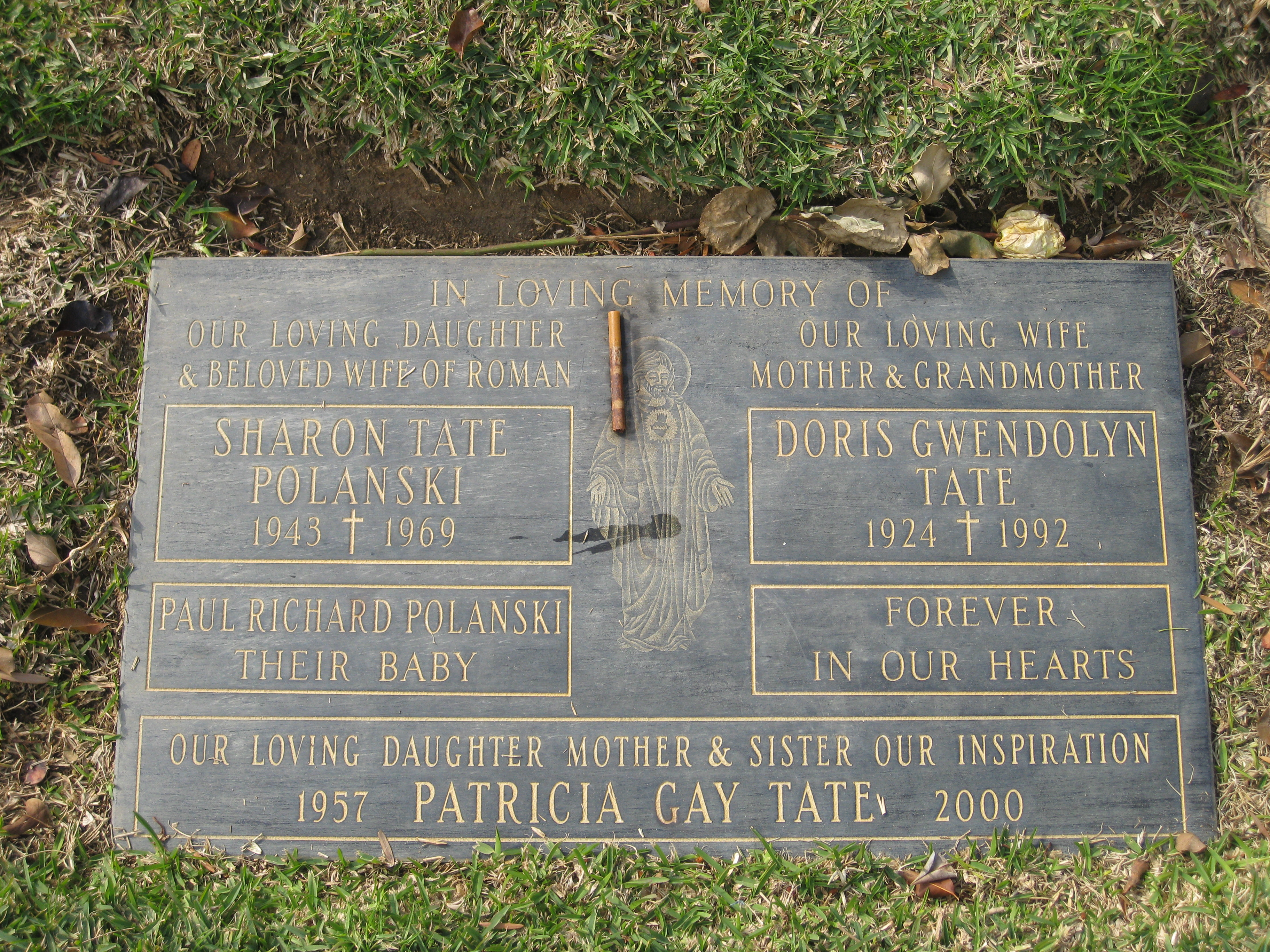
Familjegraven på Holy Cross Cemetery i Culver City, där bland andra Sharon Tate och den ofödde sonen vilar.
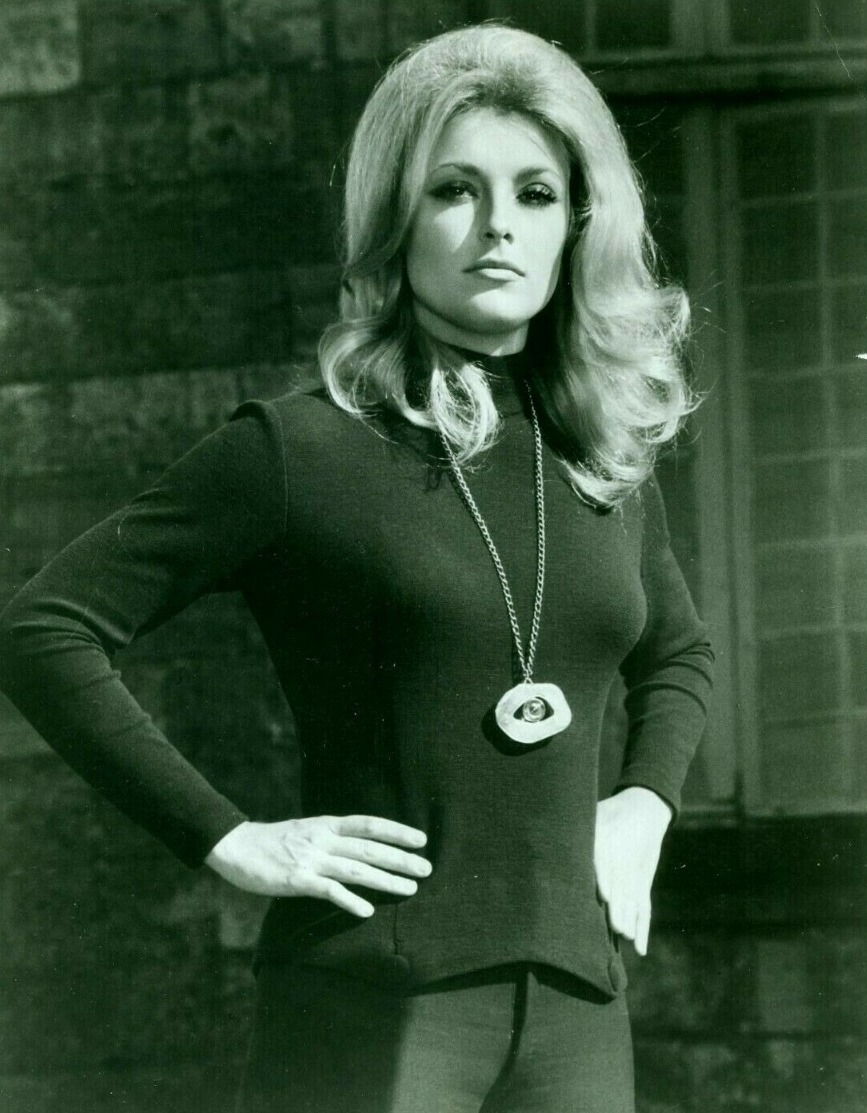
Ett PR-foto av Sharon Tate för Ett djävulskt öga 1966.
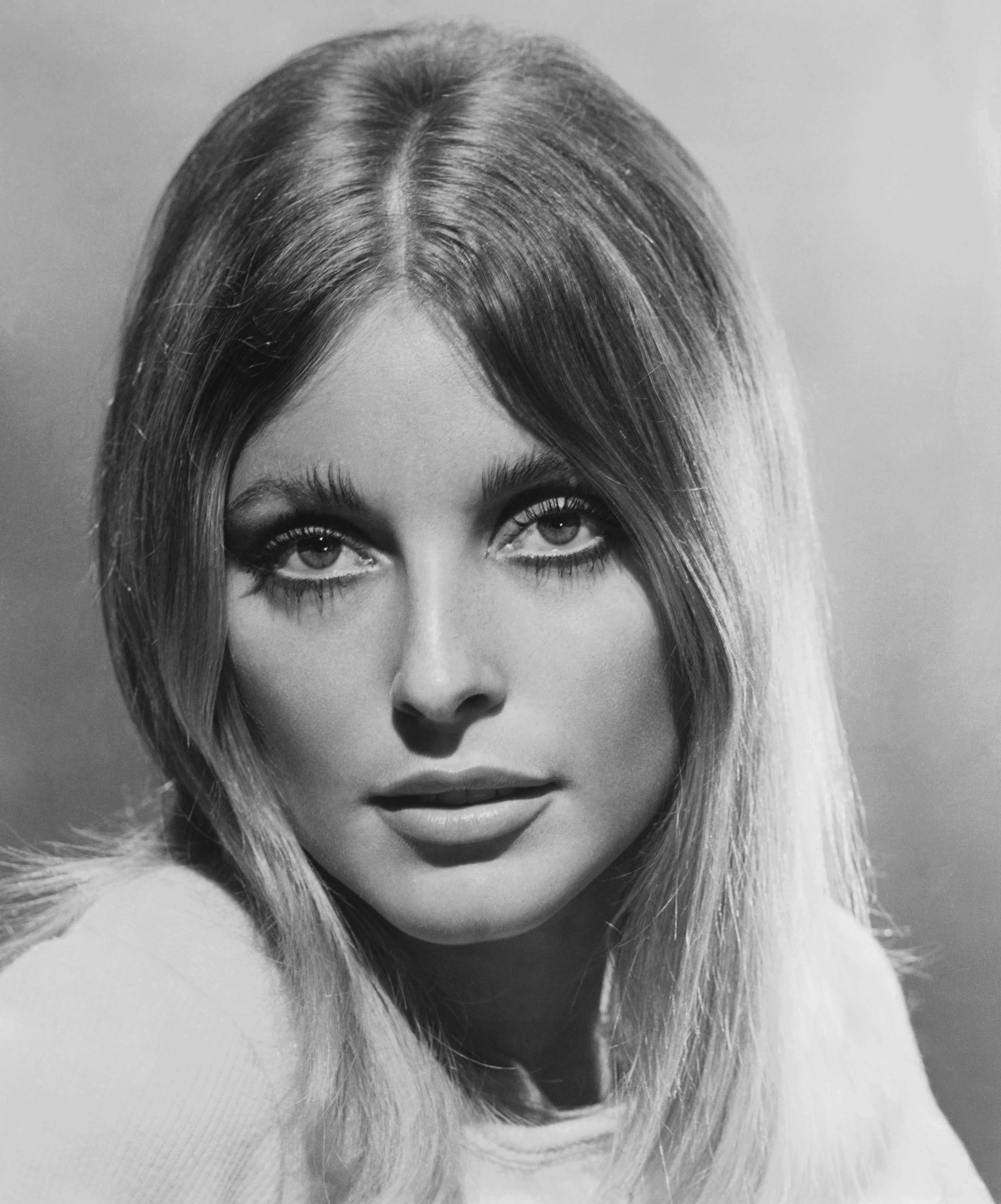
Sharon Tate 1967.